# 式守伊之助 (29代)
29代 式守 伊之助（にじゅうきゅうだい しきもり いのすけ、1935年8月28日 - 2004年2月2日）は、大相撲の立行司の一人。式守伊之助としての在位期間は1995年1月～2000年7月。春日野部屋所属。

## 人物
和歌山県和歌山市出身。本名：池田貢（いけだ みつぐ）。
春日野部屋に入門し、1946年11月場所初土俵。師匠は13代木村庄太郎で、26代伊之助、27代伊之助は同部屋の兄弟子である。初土俵時の行司名は木村貢。1961年1月場所十両格に昇格。1963年3月場所に3代木村善之輔を襲名。以後三役格まで善之輔で通す。1977年1月場所幕内格に昇格。1991年1月場所に三役格に昇格。木村善之輔の名跡で三役格まで昇格したのは1941年1月場所に昇格した初代善之輔（師匠である13代庄太郎の前名）以来50年ぶりだった。　
1993年（平成5年）11月場所限りで28代木村庄之助が停年。翌1994年1月場所は立行司が不在となり、9代式守錦太夫、8代式守勘太夫とともに同年3月場所までの2場所の間で立行司昇格を争った。このときは序列下位の錦太夫が自身を追い抜き28代伊之助を襲名、1995年1月場所、大関貴乃花の横綱昇進とともに立行司に昇格、29代伊之助を襲名した。2000年7月場所後停年。伊之助在位34場所は停年制実施後伊之助在位数第4位である。最後の一番は2000年7月場所千秋楽の大関千代大海－同雅山。
そのテンポのよいかけ声で特に寺尾や琴錦などの取り口の早い力士の土俵を盛り上げた。しかし立行司昇格後には肝臓を患い体調不良との闘いを強いられ、そのため足裁きがあまり素早く出来ず、廻し団扇や差し違えが目立ったり、力士もろとも土俵下に転落したりするなど、立行司としての評判を下げる結果となった。立行司時代に差し違えの連発による謹慎も2度受けている（1997年9月場所と1999年11月場所の2回、前者は9日目から11日目を謹慎、後者は千秋楽の差し違えによるものだったので、翌2000年1月場所初日から3日間の謹慎だったが、体調不良のためそのまま同場所は千秋楽まで休場している）。また、前述の骨折による長期休場もあったことから29代庄之助は欠員を埋める必要があると考え、1999年1月場所から三役格行司を一時的に定員より1名多い4名にすることを提案、これが認められ29代伊之助停年の2000年7月場所までは三役格行司が4名となっていた。
普段は温厚で控えめな性格だったという。1場所2度の差し違えを記録したこともあり、「差し違えの伊之助」との二つ名がある。
2004年（平成16年）2月2日、肺炎のため死去。68歳没。

## その他
- 1992年（平成4年）1月場所で前頭2枚目貴花田（のち貴乃花）が初優勝を決めた一番を裁いたのは三役格時代の彼である（対同5枚目三杉里。また1995年11月場所では史上初の兄弟での優勝決定戦 （横綱貴乃花－大関若乃花戦）で伊之助として裁いている。
- 木村善之輔を襲名した行司は現在まで4名いるが、彼以外の3名は幕内格で木村庄太郎を襲名しており、現在では唯一善之輔の名で三役格まで進んだ行司である。
- 彼の29代伊之助襲名に伴い、歴代の庄之助と伊之助の代数が初めて並んだ。
- 立行司昇格レースで29代庄之助に抜かれた形になったが、29代庄之助の方が1年先輩であり、元々は番付も29代庄之助の方が上位だった。学年は本来ならば29代庄之助と29代伊之助とは同学年だったが、義務教育の終了が29代庄之助は本来より1年遅れた為にまだ幕下以下の行司だった時に29代伊之助（他にも十両格昇格前後で廃業した行司が3、4人いた）と番付が入れ替わることになり、以降は三役格での立行司昇格レースまで29代伊之助の方が上位となっていた。その為、正確には29代庄之助に抜かれたというよりは新弟子時代の元の序列に戻ったというのが正しい。また、29代庄之助は29代伊之助が序列が上位になった際に協会から「資格者になったら元に戻す」と言われた様だが、結局は29代庄之助が伊之助に昇格するまで約40年元には戻らなかった。
- 「差し違えの伊之助」という不名誉な二つ名の通り、見間違いの傾向があり、差し違えが多かったのも事実である。それどころか、差し違えた際に出すこととされている「進退伺」（立行司は差し違えた際進退伺を出す慣例がある）を出さなかったことがあった。その一方、1998年9月場所10日目の前頭5枚目旭鷲山－横綱若乃花戦では旭鷲山の掃き手を見つけ若乃花に軍配を上げている。
- 1998年11月場所6日目では控えに入っていた際に土俵上の前頭筆頭魁皇ー大関武蔵丸戦の取組で土俵から落ちた魁皇の下敷きとなり左手首を骨折、腰に差していた短刀までも折れてしまった。この取組を裁いていた8代式守勘太夫は交代を申し出たがそのまま自らが受け持つ2番を裁き、勝ち名乗りを上げる際には折れた左手で呼出から懸賞を受け取り渡した。当時のマスコミや専門誌ではそれまでの評価もあり、土俵下に落ちてきた魁皇を避けられなかった伊之助の反射神経を批判する意見が多かったが、英ロイター通信は「伊之助は骨折しながらも自分の仕事をやり遂げた。」と打電したという。

## 履歴
- 1946年11月　初土俵・木村貢
- 1961年1月　十両格に昇格。
- 1963年3月　3代木村善之輔を襲名。
- 1977年1月　幕内格に昇格。
- 1991年1月　三役格に昇格。
- 1995年1月　立行司に昇格。29代式守伊之助を襲名。
- 2000年8月27日　定年退職。